# Стражеман
Стражеман је насељено место у општини Велика, у западној Славонији, Република Хрватска.

## Историја
До нове територијалне организације налазило се у саставу бивше велике општине Славонска Пожега.

## Становништво
Насеље је према попису становништва из 2011. године имало 231 становника.
| Националност       | 1991.        |
| Хрвати             | 243 (97,20%) |
| Срби               | 0            |
| Југословени        | 0            |
| остали и непознато | 7 (2,80%)    |
| Укупно             | 250          |